# E (język programowania)
E – obiektowo zorientowany język programowania (zob. programowanie obiektowe) przeznaczony dla bezpiecznych obliczeń rozproszonych, stworzony przez Marka S. Millera i innych w Electric Communities w roku 1997.
E wywodzi się głównie ze współbieżnego języka Joule i oryginalnego E, czyli rozszerzenia języka Java do bezpiecznych obliczeń rozproszonych. E łączy przetwarzanie oparte na komunikatach ze składnią języka Java. Model współbieżności stosowany w E zapewnia, że nigdy nie nastąpi zakleszczenie.